# Dunsjön, Småland
Dunsjön är en sjö i Oskarshamns kommun i Småland och ingår i Marströmmens huvudavrinningsområde. Sjön är 5,5 meter djup, har en yta på 0,247 kvadratkilometer och är belägen 29,3 meter över havet. Sjön avvattnas av vattendraget Marströmmen (Bodaån).

## Delavrinningsområde
Dunsjön ingår i det delavrinningsområde (637112-153871) som SMHI kallar för Ovan Plåttorpebäcken. Medelhöjden är 34 meter över havet och ytan är 2,2 kvadratkilometer. Räknas de 24 avrinningsområdena uppströms in blir den ackumulerade arean 292,1 kvadratkilometer. Avrinningsområdets utflöde Marströmmen (Bodaån) mynnar i havet. Avrinningsområdet består mestadels av skog (76 procent). Avrinningsområdet har 0,25 kvadratkilometer vattenytor vilket ger det en sjöprocent på 11,1 procent.